# Lycaenopsis chelaka
Lycaenopsis chelaka är en fjärilsart som beskrevs av Dudley Moulton 1913. Lycaenopsis chelaka ingår i släktet Lycaenopsis och familjen juvelvingar. Inga underarter finns listade i Catalogue of Life.